# خاقان توران
خاقان توران (بالتركية: Hakan Turan)‏ هو لاعب كرة قدم تركي، ولد في 30 أغسطس 1992 في مانيسا في تركيا. لعب مع مانيساسبور.

## وصلات خارجية
- خاقان توران على موقع اتحاد تركيا (لاعب) (الإنجليزية)
- خاقان توران على موقع قاعدة بيانات كرة القدم.إي يو (الإنجليزية)
- خاقان توران على موقع Soccerway.com (الإنجليزية)
- خاقان توران على موقع عالم كرة القدم.نت (الإنجليزية)